# Манориализм

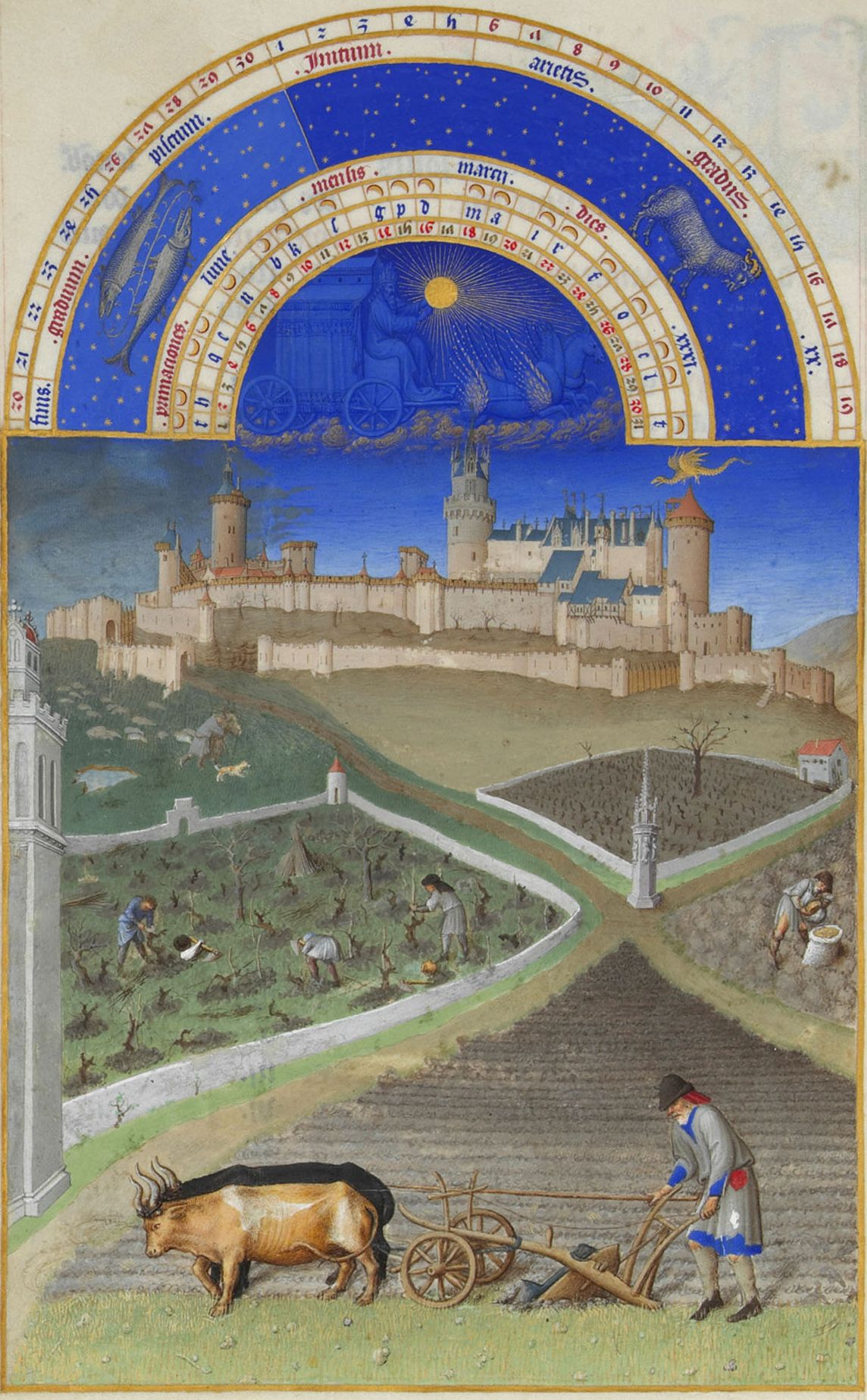
Вспахивание работником французской герцогской усадьбы

Манориализм (англ. Manorialism, также Manor system или Manorial system) — метод (система) землевладения в средние века в некоторых частях Европы, особенно во Франции, а затем в Англии.
Манориализм иногда трактуется как часть феодальной системы. Его отличительными чертами были: большой, иногда укреплённый господский дом (манор), в котором помещики и их иждивенцы жили и управляли своим поместьем, а также поместья живших вокруг работников, которые обрабатывали окружающие земли, чтобы прокормить себя и землевладельца. Работники выполняли свои обязанности сначала за натуральное вознаграждение, а затем, по мере роста коммерческой активности, — за наличные деньги.
Манориализм возник из хозяйств вилл поздней Римской империи и широко практиковался в некоторых частях Западной Европы. Постепенно он сменялся рыночной экономикой, основанной на деньгах, и новыми формами аграрного договора.